# George Khoury
George Toufik Khoury (ur. 14 lutego 1970 w Safita) – syryjski duchowny melchicki, biskup São Paulo od 2019.

## Życiorys
Święcenia kapłańskie przyjął 14 kwietnia 1999 i został inkardynowany do archieparchii Latakii. Po kilkuletnim stażu duszpasterskim został wysłany na studia do Brazylii. Od 2002 pracował dla eparchii São Paulo, najpierw jako proboszcz soboru katedralnego, a następnie jako wikariusz i proboszcz parafii w Rio de Janeiro.
17 czerwca 2019 został mianowany biskupem ordynariuszem eparchii São Paulo. Sakry udzielił mu 25 sierpnia 2019 melchicki patriarcha Antiochii – arcybiskup Youssef Absi.